# Versalles (Beni)
Versalles ist eine Ortschaft im Departamento Beni im Tiefland des südamerikanischen Binnenstaates Bolivien.

## Lage im Nahraum
Versalles ist zentraler Ort des Kanton Versalles und liegt im Municipio Magdalena in der Provinz Iténez auf einer Höhe von 148 m am linken Ufer des Río Iténez (in Brasilien: Rio Guaporé), der in den Río Mamoré mündet.

## Geographie
Das Klima im Raum Versalles ist gekennzeichnet durch eine für die Tropen typische ausgeglichene Temperaturkurve mit nur geringen Schwankungen und einem jährlichen Temperaturmittel von knapp 27 °C (siehe Klimadiagramm Magdalena). Der Jahresniederschlag beträgt mehr als 1400 mm, mit einer deutlichen Feuchtezeit von November bis März und einer Trockenzeit in den Monaten Juni bis August.

## Verkehrsnetz
Versalles liegt in nordöstlicher Richtung 300 Kilometer Luftlinie entfernt von Trinidad, der Hauptstadt des Departamentos, direkt an der brasilianischen Grenze, die durch den Río Iténez gebildet wird.
Versalles ist nicht auf dem Landweg zu erreichen, es bestehen keine Straßenverbindungen zu den nächstgelegenen Städten Magdalena und Baures, die 75 bis 100 Kilometer weiter südwestlich liegen. Versalles ist entweder auf dem Wasserweg über den Río Iténez zu erreichen, oder auf dem Luftweg, da die Ortschaft über eine etwa 800 Meter lange Landebahn direkt am Ufer des Iténez verfügt.

## Bevölkerung
Die Einwohnerzahl der Ortschaft ist in den vergangenen beiden Jahrzehnten deutlich zurückgegangen:
| Jahr | Einwohner | Quelle       |
| ---- | --------- | ------------ |
| 1992 | 214       | Volkszählung |
| 2001 | 162       | Volkszählung |
| 2012 | 142       | Volkszählung |
| 2024 |           | Volkszählung |